# Iwona Węgrowska (album)
Iwona Węgrowska to solowa płyta byłej wokalistki zespołu Abra, Iwony Węgrowskiej wydana 28 listopada 2008. Płytę promował najpierw singiel "Pokonaj siebie" nagrany z zespołem Feel, a następnie utwory "4 lata", "Kiedyś zapomnę" oraz "Zatem przepraszam". Płyta rozeszła się w nakładzie 13 tysięcy egzemplarzy.

## Lista utworów
1. Mogłam wierzyć Ci
2. 4 lata
3. Obiecaj
4. Pokonaj siebie feat. Feel
5. Kiedyś zapomnę
6. Zatem przepraszam
7. Je Suis La Pour Toi
8. Coeurs Vagabonds
9. Reviens
10. Która twa miłość?
11. Letnio tobie ze mną nie będzie
12. Malarz
13. Ty i ja - Mój sen
14. Ne Me Quitte Pas

Single:
- 2008: Pokonaj siebie feat. Feel
- 2008: 4 lata
- 2009: Kiedyś zapomnę
- 2009: Zatem przepraszam